# Мерджиняну
Мерджиняну (рум. Mărgineanu) — село у повіті Бузеу в Румунії. Входить до складу комуни Міхейлешть.
Село розташоване на відстані 71 км на північний схід від Бухареста, 26 км на південний захід від Бузеу, 119 км на південний захід від Галаца, 114 км на південний схід від Брашова.

## Населення
За даними перепису населення 2002 року у селі проживала 791 особа. Усі жителі села рідною мовою назвали румунську.
Національний склад населення села:
| Національність | Кількість осіб | Відсоток |
| -------------- | -------------- | -------- |
| румуни         | 738            | 93,3%    |
| цигани         | 53             | 6,7%     |